# Telīrān
Telīrān (persiska: تليران) är en ort i Iran.   Den ligger i provinsen Mazandaran, i den norra delen av landet, 110 km nordost om huvudstaden Teheran. Telīrān ligger 120 meter över havet och antalet invånare är 559.
Terrängen runt Telīrān är platt åt nordost, men åt sydväst är den kuperad. Runt Telīrān är det ganska tätbefolkat, med 149 invånare per kvadratkilometer. Närmaste större samhälle är Āmol, 8,2 km nordost om Telīrān. I omgivningarna runt Telīrān växer i huvudsak blandskog.